# Malawische Volleyballnationalmannschaft der Männer
Die malawische Volleyballnationalmannschaft der Männer ist die Auswahl malawischer Volleyballspieler, welche die Volleyball Association of Malawi (VAM) auf internationaler Ebene, beispielsweise in Freundschaftsspielen gegen die Auswahlmannschaften anderer nationaler Verbände, aber auch bei internationalen Wettbewerben repräsentiert. 1984 trat der nationale Verband dem Weltverband Fédération Internationale de Volleyball (FIVB) bei. Im Oktober 2021 wurde die Mannschaft auf dem 20. Platz der kontinentalen Rangliste geführt.

## Internationale Wettbewerbe

### Malawi bei Weltmeisterschaften
Die Mannschaft konnte sich bisher nicht für eine Weltmeisterschaft qualifizieren.

### Malawi bei Olympischen Spielen
Bisher gelang es der Mannschaft nicht, sich für die olympischen Wettbewerbe zu qualifizieren.

### Malawi bei Afrikameisterschaften
Die Mannschaft kann bisher keine Teilnahmen an der Afrikameisterschaft vorweisen.

### Malawi bei den Afrikaspielen
Malawis Volleyballnationalmannschaft der Männer nahm bisher nicht an den Wettbewerben der Afrikaspiele teil.

### Malawi beim World Cup
Malawi kann bisher keine Teilnahme am World Cup – dem Qualifikationsturnier für die Olympischen Spiele – vorweisen.

### Malawi in der Weltliga
Die Weltliga fand bisher ohne malawische Beteiligung statt.